# La solidaridad

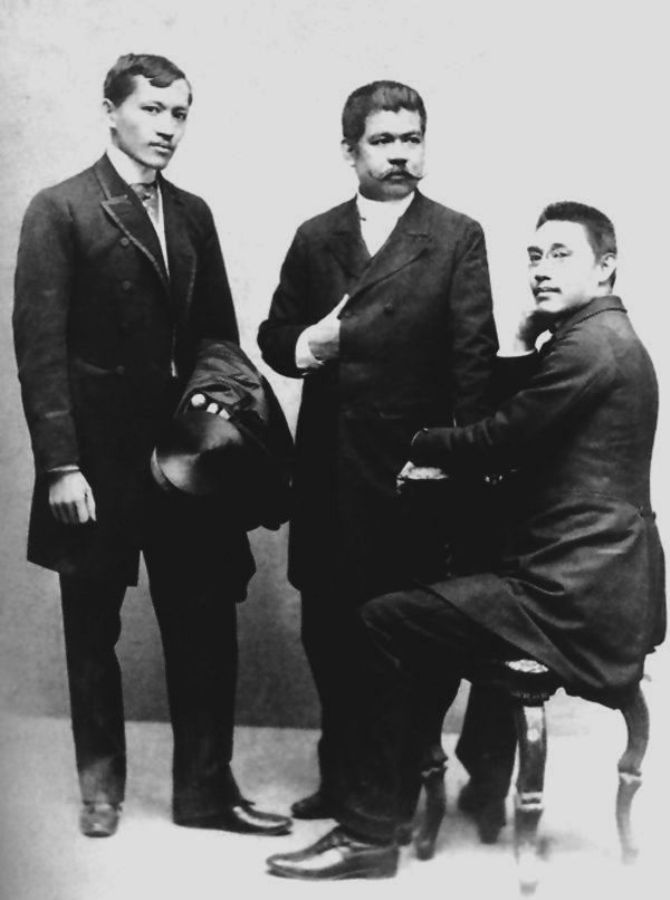
Los conocidos como "filipinos ilustrados": José Rizal, Marcelo del Pilar y Mariano Ponce.

La Solidaridad es el nombre de una organización nacionalista filipina fundada el 13 de diciembre de 1888 y, también, de una publicación editada por dicha organización, un grupo de intelectuales filipinos en Barcelona y Madrid que intentó llamar la atención sobre los problemas y las reivindicaciones de los filipinos, exigiendo derechos como tener representación  en las Cortes españolas. 

## El grupo
"La Solidaridad" fue fundada el 13 de diciembre de 1888. Su presidente era Galicano Apacible, primo de José Rizal. Entre los otros oficiales estaban Graciano López Jaena, el vicepresidente, y Mariano Ponce, tesorero. Rizal, que se encontraba en Londres en aquel entonces, fue nombrado Presidente Honorario.
"La Solidaridad"  intentó aprovechar el prestigio de Rizal y la sabiduría política de Del Pilar para unir a los filipinos en España y para coordinar sus esfuerzos, aunque, a pesar del nombre, hubo cierta desunión y anarquía.

## La publicación

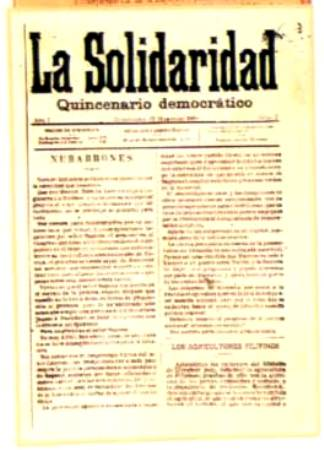
Portada de "La Solidaridad"

La revista, publicada en Barcelona, unificó todos los esfuerzos de sus miembros e incluso los llevó más lejos convirtiéndose en el órgano principal del movimiento de propaganda desde el 15 de febrero de 1889 hasta el 15 de noviembre de 1895. 
La Solidaridad contaba entre sus redactores con conocidos escritores filipinos, muchos de ellos residentes en Barcelona. Además de Marcelo Hilario del Pilar (seudónimo: Plaridel), José Rizal (seudónimo: Laong Laan) o Mariano Ponce (seudónimos: Naning, Kalipulako, Tikbalang), también escribían Antonio Luna (seudónimo: Taga-Ilog), José M. Panganiban (seudónimo: Jomapa), Pedro Paterno, Antonio M. Regidor, Isabelo de los Reyes, Eduardo de Lete y José Alejandrino.
Los esfuerzos para recaudar fondos de los comités locales y las logias masónicas, así como las tentativas clandestinas de distribuir estos materiales, implicaron a más individuos en la campaña por las reformas.